# 불타는 신록
"불타는 新綠"은 1984년에 개봉한 대한민국의 영화이다.

## 캐스팅
- 조용원 : 유시내 역
- 최윤석
- 황준욱
- 박암
- 오경아
- 조주미
- 백장미
- 박길라
- 김기종
- 신동욱
- 조학자
- 황혜리
- 한승희
- 이경자